# کورتیس ایکس‌پی-۱۰
کورتیس ایکس‌پی-۱۰ (به انگلیسی: Curtiss_XP-10) یک هواگرد ملخ‌پیشین تک‌موتوره از نوع هواپیمای دوباله هواپیمای جنگنده ساخت شرکت Curtiss Aeroplane and Motor Company است. برنامه ساخت این هواگرد در نهایت لغو گردید. در مجموع، تعداد ۱ فروند از این هواگرد ساخته شده‌است.